# Ordre de bataille nordiste à la bataille de Franklin
Ce qui suit est l'ordre de bataille des forces militaires nordistes lors de la bataille de Franklin, le 30 novembre 1864 pendant la guerre civile américaine, appelée également guerre de Sécession.

## Grades
- Général = général d'armée,
- Lieutenant général (LG) = général de corps d'armée,
- Major général (MG) = général de division,
- Brigadier général (BG) = général de brigade

### Autre
- (b) = blessé
- mb = mortellement blessé
- † = tué

## Forces de l'Union(MGJohn M. Schofield)

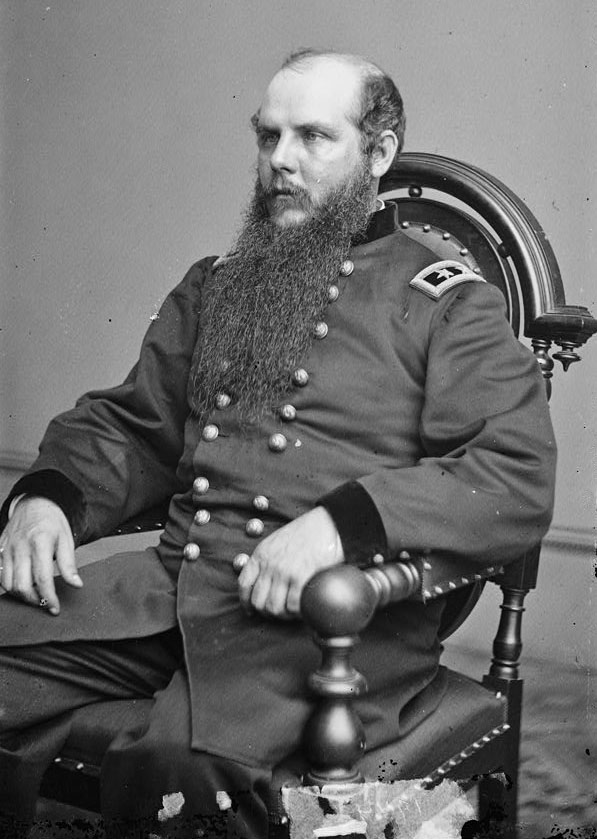
Le général John M. Schofield.jpg.

### XXIIIeCorps d'armée (BGJacob D. Cox)
| Division                                   | Brigade | Régiments et unités diverses                                                                                                   |
| ------------------------------------------ | --- | --- |
| 1re Division BG Nathan Kimball             | 1e Brigade Col Isaac M. Kirby (tués=2, blessés=8, disparus=4, total pertes =14) | - 21st Illinois - 38th Illinois - 31st Indiana - 81st Indiana - 90th Ohio - 101st Ohio                                         |
| 1re Division BG Nathan Kimball             | 2e Brigade BG Walter C. Whitaker (tués=0, blessés=5, disparus=4, total pertes =9) | - 96th Illinois - 115th Illinois - 35th Indiana - 23rd Kentucky - 40th Ohio - 45th Ohio - 51st Ohio                            |
| 1re Division BG Nathan Kimball             | 3e Brigade BG William Grose (tués=3, blessés=24, disparus=10, total pertes =37) | - 75th Illinois - 80th Illinois - 84th Illinois - 9th Indiana - 30th Indiana - 36th Indiana - 84th Indiana - 77th Pennsylvania |
| 2e Division BG George D. Wagner            | 1e Brigade Col Emerson Opdycke (tués=16, blessés=125, disparus=65, total pertes =206) | - 36th Illinois - \|44th Illinois - 3rd Illinois] - 74th/88th Illinois - 125th Ohio - 24th Wisconsin                           |
| 2e Division BG George D. Wagner            | 2e Brigade Col John Q. Lane (tués=29, blessés=269, disparus=340, total pertes =418) | - 100th Illinois - 40th Indiana - 57th Indiana - 28th Kentucky - 26th Ohio - 97th Ohio                                         |
| 2e Division BG George D. Wagner            | 3e Brigade Col. Joseph Conrad (tués=7, blessés=125, disparus=265, total pertes =397) | - 42nd Illinois - 51st Illinois - 79th Illinois - 15th Missouri - 64th Ohio - 65th Ohio                                        |
| 3e Division(non engagée) BG Thomas J. Wood | 1st Brigade Col Abel D. Streight | - 89th Illinois - 51st Indiana - 8th Kansas - 15th Ohio - 49th Ohio                                                            |
| 3e Division(non engagée) BG Thomas J. Wood | 2d Brigade Col P. Sidney Post | - \|59th Illinois - 41st Ohio - 71st Ohio - 93rd Ohio - 124th Ohio                                                             |
| 3e Division(non engagée) BG Thomas J. Wood | 3rd Brigade Col Frederick Knefler | - 9th Indiana - 86th Indiana - 3th Ohio (bataillon) - 19th Ohio                                                                |
| Artillery Cpt Lyman Bridges                | - Bridges' Illinois Battery - 1st Kentucky Battery - Battery A, 1st Ohio Light - Battery G, 1st Ohio Light - 6th Ohio Battery - Battery A, 20th Ohio Light - Battery B, Pennsylvania Light - Battery M, 4th U.S. Light | |

- Division Couch

- Brigade Cooper

130e Indiana; 26e Kentucky; 25e Michigan; 99e Ohio; 3e et 6e Tennessee.
- Brigade Moore

107e Illinois; 80e et 129th Indiana; 23e Michigan; 111e et 118e Ohio.
- Brigade Mehringer

91e et 123e Indiana; 50e et 183e Ohio.
- Artillerie divisionnaire :

Batterie Harvey, 13e Indiana;
Batterie Wilson, 19e Ohio.
- Division Cox (commandée par le BG James W. Reilly)

- Brigade Doolittle

12e et 16th Kentucky; 100e et 104e Ohio; 8e Tennessee.
- Brigade: Col. John S. Casement

65e Illinois; 65e et 124e Indiana; 103e Ohio; 5e Tennessee.
- Brigade: Col. Israel N. Stiles

112e Illinois; 63e, 120e et 128e Indiana.
- Artillerie divisionnaire :

Batteries Wilber du 23e Indiana;
Batterie "D" du 1e Ohio (Cockerill).